# El Cid (Rosa Bonheur)
El Cid es una obra de Rosa Bonheur realizada en 1879. Se conserva en el Museo Nacional del Prado, en Madrid, España.

## Contexto histórico-artístico
Rosa Bonheur es una pintora francesa del siglo XIX que se hizo famosa especializándose en el campo popular de la pintura de animales, también conocido como animalière o animalística. En 1848, recibió una medalla de oro en el Salón anual de Vacas y Toros del Cantal, pero su mayor triunfo llegó con la exhibición de La Feria del Caballo en el Salón de 1853. Esta pintura monumental, comprada por un coleccionista estadounidense en 1857, se convirtió en una de las obras más famosas del siglo, lo que convirtió a Bonheur en un éxito financiero y crítico tanto en el país como en el extranjero.

## Título
Cid, sidi o sid es una palabra de origen árabe que significa 'señor' y que se dio como tratamiento a los señores de ciertos Estados dependientes de un rey (como los régulos de las taifas en al-Ándalus), y también a los gobernadores de provincia de los almorávides y almohades.
Su título alude al arquetipo que se opone a todo servilismo. Tanto con esta obra como con las fotos con su leona Fathma, Bonheur reivindicaba una feminidad no entendida desde la óptica masculina, sino «desde la fuerza de su propia identidad».
El cuadro, sin embargo, es mencionado por Klumpke en su monografía de 1908 dedicada a Bonheur, con el significativo título de Un joven príncipe (cabeza de León).

## Historia
El cuadro fue un regalo del marchante y amigo íntimo de la pintora, Ernest Gambart, al Museo del Prado en 1879. Esta donación sirvió para engrandecer la fama de Bonheur en España, que pronto recibió la Gran Cruz de la Orden de Isabel la Católica, condecoración reservada a los grandes maestros.
Desde su llegada al Museo del Prado, la pintura permaneció guardada en los almacenes del museo hasta 2017, casi 140 años después, con motivo de la exposición La mirada del otro. Escenarios para la diferencia, dentro de las actividades de la celebración del Orgullo Gay de aquel año. Entre las 30 obras escogidas, el Prado seleccionó tanto piezas icónicas como menos conocidas, como fue el caso de El Cid de Rosa Bonheur y El Maricón de la Tía Gila de Goya, tal y como figura en la reseña de la muestra expositiva.
Su aparición en La mirada del otro fue la única pista de la presencia de este cuadro en la colección del museo, aparte de la ficha en su amplio catálogo web. Dos años después de la exposición, el diseñador gráfico Luis Pastor visionó una conferencia de Carlos González Navarro, técnico de conservación del museo, en la que hablaba de la muestra. Pastor, que no había visto antes la pintura, creyó que sería un préstamo y se puso en contacto con el técnico, quien le informó que El Cid pertenecía a los fondos del museo pero estaba guardado en el almacén. Tras este descubrimiento, puso en marcha la exitosa campaña #UnaRosaParaElPrado en Twitter junto al historiador de arte y educador cultural español Miguel Ángel Cajigal Vera El Barroquista, y un tercer tuitero, Bernini Rey de los Barrocos.
Desde septiembre de 2019, la obra forma parte la colección permanente. Fue exhibida en la exposición temporal "Invitadas. Fragmentos sobre mujeres, ideología y artes plásticas en España (1833-1931)" en el propio Museo del Prado, en el Museo de Orsay en su monográfica sobre la pintora y en el Museo de Bellas Artes de Burdeos, que además eligió el cuadro como imagen de la exposición. 
Ha sido una obra copiada por diversos artistas, como Ramón Martí Alsina, lo que muestra el prestigio que la pintura alcanzó en España a su llegada. En cuanto a reproducciones de la misma, es conocida la estampa de Gilbert, con pequeñas variaciones respecto al lienzo original e intervenida por la propia Rosa Bonheur que la retocó a lápiz según evidencia su firma. Formó parte de la donación de Léon Henri Lefèvre, sobrino de Gambart, al Museo del Prado donde se encuentra actualmente.

## Descripción y tema
La obra muestra el rostro, en primer plano, de un majestuoso león de ojos y melena brillantes. Fue revolucionaria en su época por su planteamiento como retrato.
Según Anna Klumpke, Bonheur comenzó a pintar felinos durante la guerra franco-prusiana. Se centró sobre todo en los leones, animales que ocupan una importante parte de su producción. Usó como modelos los del Parque Zoológico de París, y años más tarde, a la pareja que tenía en su finca, ambos de la subespecie del Atlas. En estos animales Bonheur reconoció una fuerte y poderosa nobleza que deseó trasmitir con su obra.

## Estilo
El Cid se enmarca dentro de las escuelas realista y naturalista, y pertenece al género de la animalística.

## Influencia
En la obra de la pintora se aprecian influencias de Constant Troyon, artista francés perteneciente a la Escuela de Barbizon, y de Edwin Landseer, pintor británico especialista en pinturas de animales y autor de las famosas esculturas de los leones del monumento de Trafalgar Square (Londres).